# Calomicrella
Calomicrella is een geslacht van kevers uit de familie bladkevers (Chrysomelidae).
De wetenschappelijke naam van het geslacht werd in 2002 gepubliceerd door Medvedev & Bezdek.

## Soorten
- Calomicrella viridis Medvedev & Bezdek, 2002